# 2023 CX1
2023 CX1 (ранее известный как Sar2667) — астероид или метеороид метрового размера, вошедшего в атмосферу Земли 13 февраля 2023 года в 02:59 UTC и распавшийся как метеор над побережьем Нормандии (Франция). Метеориты были найдены близ города Дьеп.

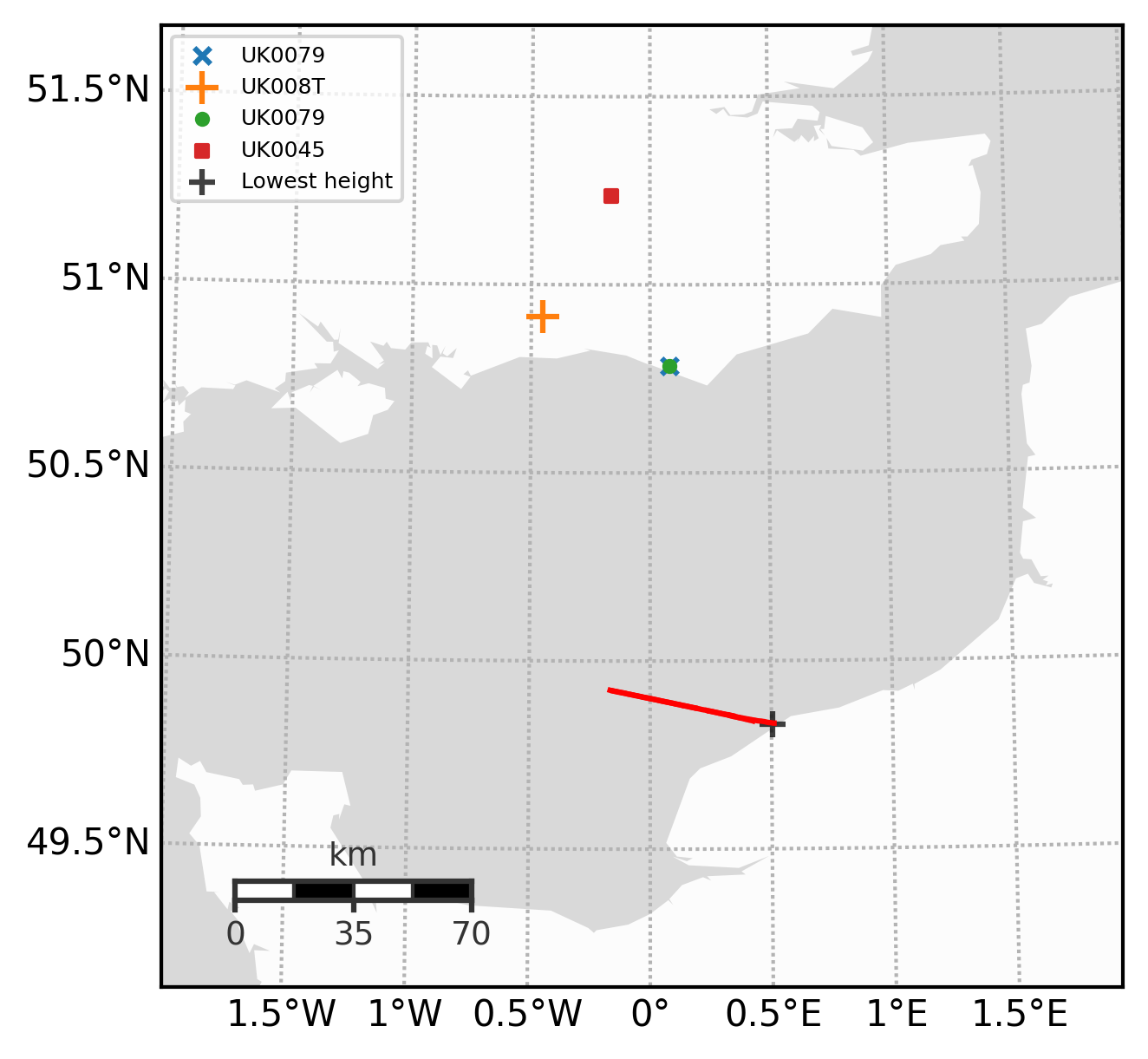
Траектория полёта от Ла-Манша до побережья Нормандии

Он был обнаружен менее чем за семь часов до столкновения венгерским астрономом Кристианом Сарнецким на наблюдательной станции Пискештетё обсерватории Конкоя в горах Матра, Венгрия. 2023 CX1 является седьмым астероидом, открытым для успешного прогнозирования столкновения с Землёй. Это было второе после 2022 EB5 открытие столкнувшегося с Землёй астероида, сделанное Сарнецким. 2023 CX1 также стал третьим подобным объектом, после падения которого был найден метеорит.

## Орбита
До столкновения 2023 CX1 был околоземным астероидом на орбите группы Аполлона, пересекающей орбиту Землю. Он вращался вокруг Солнца на среднем расстоянии 1,63 астрономических единиц (244⋅10 6 км), колеблясь от 0,92 а.е. на перигелии до 2,34 а.е. на афелии из-за своей эксцентричной орбиты. Орбита имела низкий наклон в 3,4° по отношению к эклиптике и орбитальный период 2,08 года. Астероид последний раз проходил перигелий 28 февраля 2022 года и столкнулся с Землей перед тем, как должен был совершить свой следующий перигелий 15 марта 2023 года.
Предыдущий раз 2023 CX1 сближался с Землёй 7 (± 1) июня 2000 года, когда он проходил на расстоянии около 143—162 расстояний до Луны (55-62 млн км) от планеты. До этого 2023 CX1 несколько раз приближался к Земле и Марсу в течение 1900-х годов, хотя никогда не подходил на расстояние менее 10 расстояний до Луны (3,8 млн км) к этим планетам.